# Beckers normalfärger
Beckers normalfärger är en serie konstnärsoljefärger och idag ett varumärke inom Colart-koncernen. Serien, som lanserades av AB Wilh. Becker år 1912, var först bland svenska industritillverkade konstnärsfärger med en standardiserad kvalitetssäkring enligt normalfärgsbegreppet, introducerat i Tyskland 1887. Det innebar bland annat ett pigmenturval baserat på teknisk renhet, hållbarhet, inbördes blandbarhet och beteende i bindemedel.

## Historik
Under det senare 1800-talet introducerades en mängd nya pigment, som såldes under olika namn och var oprövade vad gäller hållbarhet och andra egenskaper. Detta förändrade förutsättningarna för oljemåleriet, som ditintills hade arbetat med ett litet antal beprövade pigment. Konstnärer i olika länder uppmärksammade behovet av pigment med garanterade egenskaper, och en tysk sammanslutning av kemister och färgtekniker introducerade 1886/1887, på initiativ av kemisten Adolf Wilhelm Keim, begreppet normalfärger (tyska: Normalfarben). Färgtillverkare som anslöt sig till detta kunde då märka en produkt som "normalfärg", så länge de återkommande kontrollerna visat att den uppfyllde de standardiserade kvalitetskraven.
I Sverige drevs frågan senare av konstnären och professorn Gottfrid Kallstenius, vilket ledde till att den svenska färgtillverkaren AB Wilh. Becker år 1912 introducerade en serie på 24 normalfärger. Urvalet har sedan utökats flera gånger, och 2010 års normalfärgserie innehåller 44 olika pigment. Färgerna tillverkas av Colart, som samlat sina produktionsanläggningar i England, Frankrike och Kina.

## Urval
Beckers Normalfärger var, när den lanserades 1912, de första i Sverige industritillverkade konstnärsfärgerna att garantera:
1. Teknisk renhet; ej förskurna eller avsiktligt utdrygande.
2. Ljusäkthet; bleks ej eller förändras i övrigt av dagsljus.
3. Luftäkhet; beständiga vid atmosfärisk påverkan.
4. Oljeäkthet; olösliga i olja för att undvika så kallad blödning.
5. Vattenäkthet; olösliga i vatten.
6. Blandningsäkthet; färgstofferna bör inte reagera kemiskt vid blandning.
7. Kalkäkthet; tål kalk vid muralmåleri. (Har försvunnit i nyare reklam för Beckers ”A”.)

Pigmenten i den ursprungliga normalfärgsserien var med ett fåtal undantag jordfärger och andra oorganiska pigment. Serien utgjorde en standardisering av pigment som tidigare kunnat variera ganska mycket och fick därmed snabbt konsekvenser för konstnärernas syn på pigment och färger. Exempelvis specificerades ett antal tydligt olika pigment inom det stora spann av gula och bruna pigment som traditionellt hade benämnts ockra. Ordet engelskt rött hade tidigare använts för röda järnoxidpigment i allmänhet, men blev nu liktydigt med en av dessa varianter. Inom hantverksmåleriet använde man sällan normalfärgerna, och där dröjde det därför ganska länge innan specificeringarna av hur pigmenten "skall" se ut fick något större genomslag.
Vissa av dagens normalfärger har namn som tyder på att de är naturliga jordfärger, men innehållsspecifikationen visar att de i stället utgörs av blandningar av syntetiskt tillverkade ingredienser med egenskaper som liknar jordpigmentens. Exempelvis består Beckers normalfärg nr 675 "Cyprisk umbra" av naturlig kalcinerad järnoxid i blandning med syntetisk järnoxid och ett grönt ftalocyaninpigment, alltså en ingrediens som saknar motsvarighet i naturen.

## Mottagande

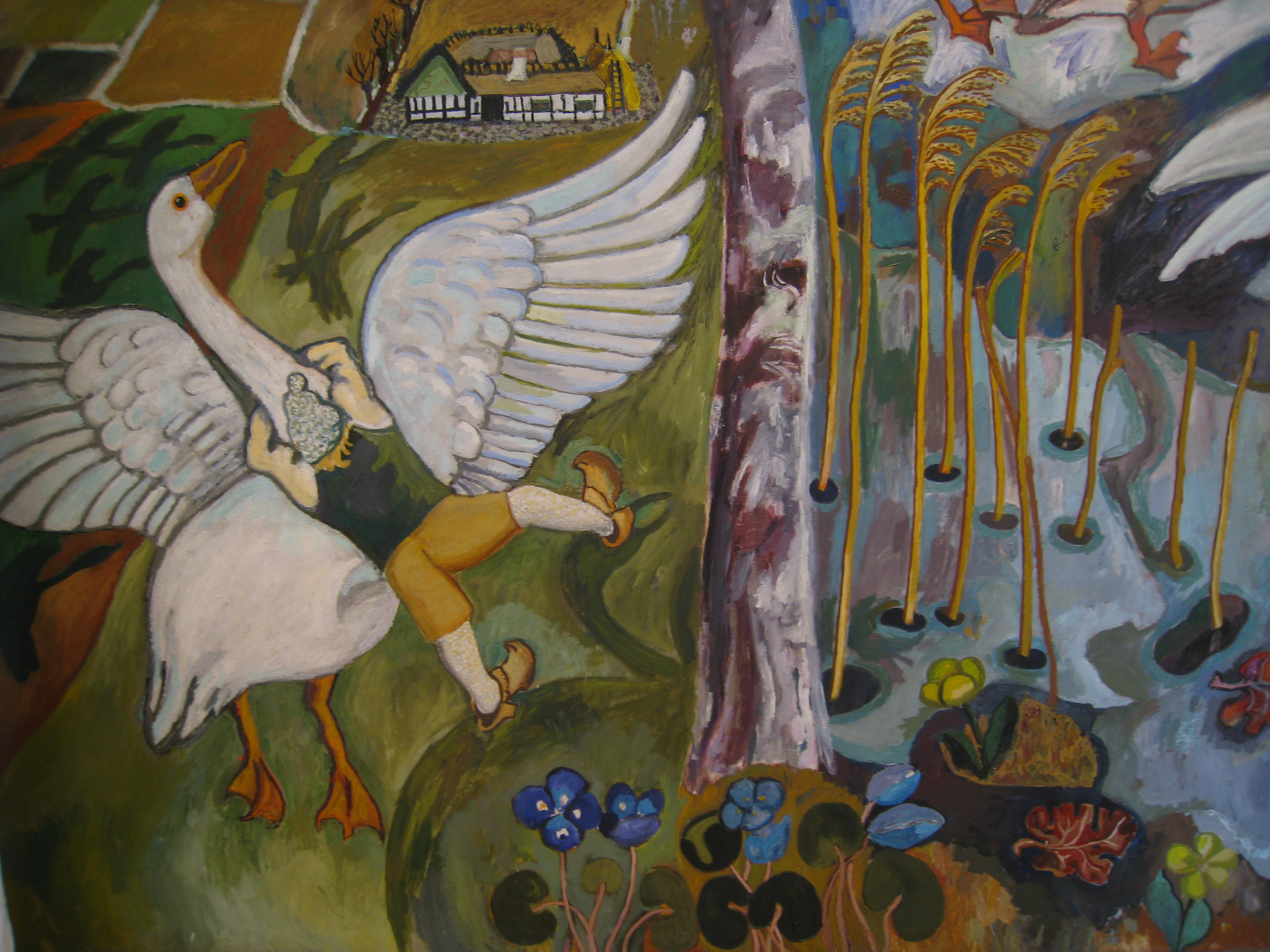
Sven Erixson, Nils Holgersson, 1935, detalj av oljemålning i Olovslundsskolan, Bromma

Inledningsvis blev normalfärgerna inte den succé som initiativtagarna hoppats på. Ett skäl kan vara att konstnärerna inte litade på maskinrivna pigment utan ville utföra det arbetet själva för hand. Under mellankrigstiden förbättrades både rivningstekniken och råvarukontrollen. Beckers normalfärger fann så småningom uppskattning bland konstnärer och befäste Beckers redan etablerade ställning som landets mest välsorterade leverantör av konstnärsmaterial. Bland de tidiga kunderna fanns Anders Zorn, Carl Larsson och prins Eugen, men de färger de köpte från Beckers färghandel kunde ofta komma även från andra tillverkare. År 1939 gavs det ut en skrift där 26 ledande konstnärer, bland andra Albin Amelin, Isaac Grünewald och Sven X-et Erixson, uttalade sig positivt om normalfärgerna och den möjlighet de gav att skapa hållbara målningar.